# 464 Megaira
464 Megaira је астероид главног астероидног појаса са пречником од приближно 74,04 km.
Афел астероида је на удаљености од 3,372 астрономских јединица (АЈ) од Сунца, а перихел на 2,237 АЈ.
Ексцентрицитет орбите износи 0,202, инклинација (нагиб) орбите у односу на раван еклиптике 10,160 степени, а орбитални период износи 1715,597 дана (4,697 године).
Апсолутна магнитуда астероида је 9,52 а геометријски албедо 0,050.
Астероид је откривен 9. јануара 1901. године.